# محمدعلی حسینوف
محمدعلی حسینوف (ترکی آذربایجانی: Məmmədəli Murad oğlu Hüseynov) باستان‌شناس آذربایجانی در دوره آذربایجان شوروی سابق بود. او معروف است به کاوش‌های باستان شناختی اش که در سال ۱۹۶۰، در وادی‌های رودخانههای «قوروچای» و «کندلن‌چای» واقع در منطقه قره‌باغ کوهستانی آذربایجان شوروی انجام داده بود. آنجا وی قطعه ای از استخوان فک پایین انسان راست‌قامت یا «انسان آزوخ» در اماکن چندلایه مربوط به دوران پارینه‌سنگی در غارهای آزوخ و تاغلار کشف نمود.

## زندگی‌نامه
محمدعلی حسینوف فرزند مراد ۳ آوریل سال ۱۹۲۲، در شهرستان قازاخ در آذربایجان شوروی به دنیا آمد. بعد از اتمام مدرسه وارد دانشکده تاریخ دانشگاه دولتی آذربایجان شد. در سال ۱۹۵۱، از آنجا دانش‌آموخته گردید. سپس برای مدتی در موزه ملی تاریخ جمهوری آذربایجان به عنوان دستیار پژوهشگر فعالیت داشت. در سال ۱۹۶۹ با دفاع از پایان‌نامه خود در موضوع «سکونتگاه‌های موجود در غارهای کوه آوی‌داغ» در تفلیس مدرک دکترا دریافت کرد. از سال ۱۹۷۱ تا ۱۹۹۴، وی ریاست بخش مطالعات دوران پارینه‌سنگی را در دانشکده باستان‌شناسی و قوم‌نگاری در آکادمی ملی علوم آذربایجان به عهده داشت. بین سال‌های تا ۱۹۹۳ ریاست دانشکده باستان‌شناسی و قوم‌نگاری در دانشگاه دولتی آذربایجان را عهده‌دار شد. در این بازه زمانی ابتکار عمل راه‌اندازی دفتر موزه باستان‌شناسی و قوم‌نگاری در آکادمی ملی علوم آذربایجان را پیشنهاد داد. در سال ۱۹۸۷، درجه علمی پروفسور را اخذ کرد. وی در ۵ ژوئیه ۱۹۹۴، در سن ۷۲ سالگی درگذشت.

## فعالیت‌های علمی
محمدعلی حسینوف در طول عمرش ۶ کتاب و ۱۰۰ اثر پژوهشی به تألیف درآورد. وی بنیانگذار مطالعات عصر پارینه‌سنگی در مدارس آذربایجان به حساب می‌آید. محمدعلی حسینوف در سال ۱۹۶۰ در وادی‌های «قوروچای» و «کندلن‌چای» و نیز در جمهوری خودمختار نخجوان آذربایجان شوروی به جا آورد، که به موجب آن سایت‌های چندلایه از دوران پارینه‌سنگی در غارهای آزوخ (جایی که بقایایی از استخوان فک پایین انسان راست‌قامت یا انسان آزوخ پیدا کرد) تاغلار یافت نمود.
از جمله یافته‌های حسینوف و همکارانش می‌توان از فرهنگ «قورچای» در جمهوری آرتساخ و غار آزوخ و همچنین آثار باستانی متعلق به دوران پارینه‌سنگی در قازاخ، نخجوان، لریک و سایر مناطق این کشور نام برد که، اثبات کردند آذربایجان زیستگاه انسان‌های اولیه بوده‌است. اگرچه قدمت فرهنگ «قورچای» ۱٫۵ میلیون سال پیش برآورد می‌شد، حسینوف خود تاریخ شکل‌گیری آن را ۱٫۷ تا ۲٫۱ میلیون سال قبل دانست.
یافته‌های تاریخی غنی و ارزشمند این باستان‌شناس از غارغای آزیخ و تاغلاار (جمهوری آرتساخ)، «دامجیلی» و داش‌صلاح‌لی (واقع در کوه آوی‌داغ در قازاخ و بخش زارای کلبجر)، «قازما (نخجوان)، و غار بزیر (لریک) حکایت از سکونتگاه بودن این منطقه برای مردمان باستانی در عصر پارینه‌سنگی داشت. غار آزیخ نقش مهم و بسیار ویژه ای را در بین آثار تاریخی دوره یادشده در جمهوری آذربایجان ایفا کرده‌است. در نتیجه تحقیقات علمی، ۶ سالن عظیم و تعداد کثیری آثار باستان شناختی از درون ۱۰ قشر فرهنگی یافت گردید.

## کتب
- باستان‌شناسی آذربایجان (عصر سنگ) (۱۹۷۵)
- دوره پارینه‌سنگی باستان آذربایجان: فرهنگ «قوروچای» و مراحل توسعه آن: ۱٫۵۰۰٫۰۰۰–۷۰٫۰۰۰ سال قبل (۱۹۸۵)
- دوران پارینه‌سنگی در آذربایجان (با نویسندگی مشترک «آ.کا. جعفروف») (۱۹۸۶)
- تاریخ آذربایجان: از دوران باستان تابه‌امروز، انتشارات «لولو»، صفحه ۱۴، شابک ۱۲۹۱۹۷۱۳۱۹